# Odkrywka glebowa

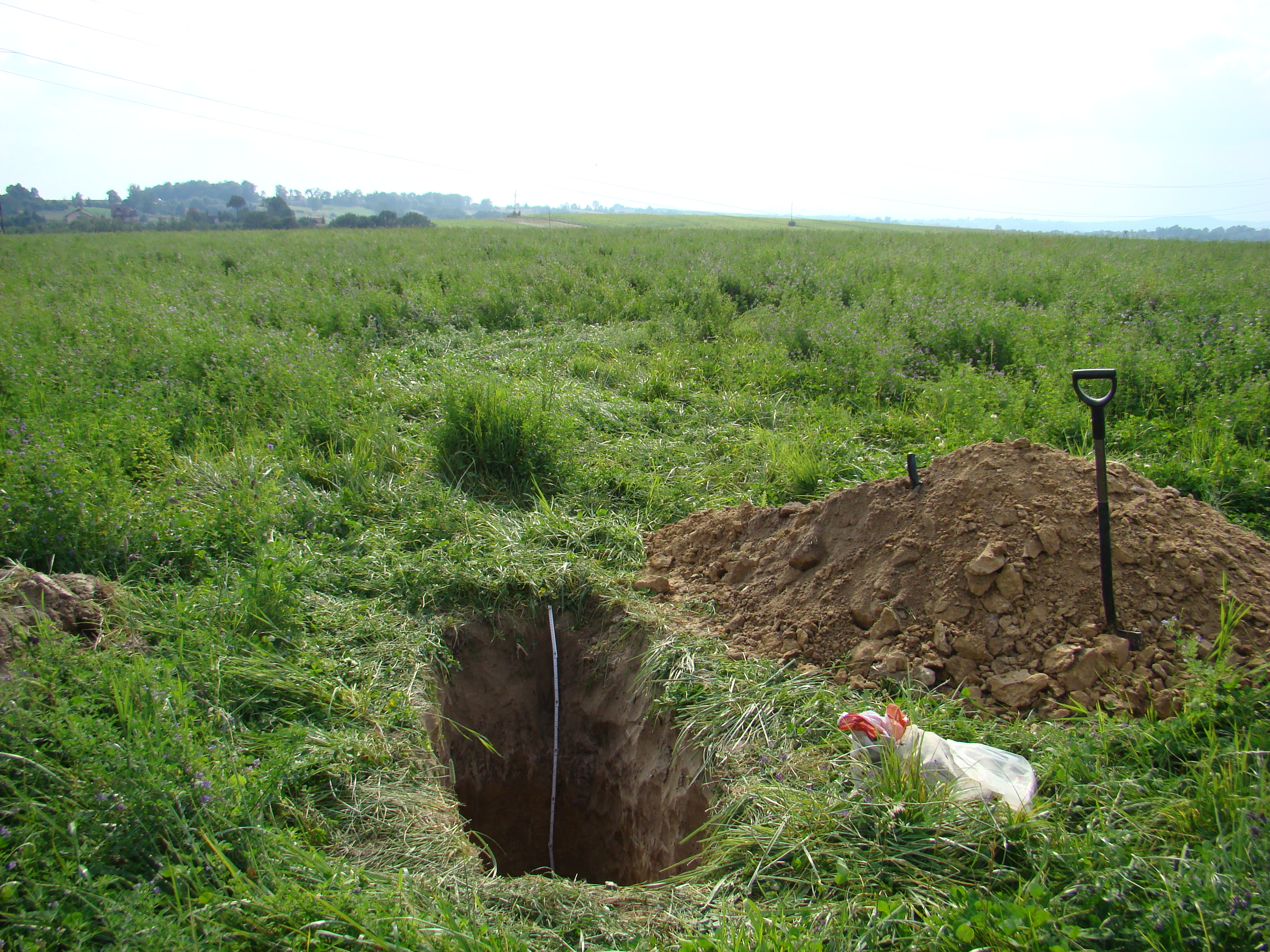
Odkrywka glebowa

Odkrywka glebowa – wkop w pokrywie glebowej wykonywany w celu przeprowadzenia jej badań. Wykonanie odkrywki glebowej pozwala dokonać opisu profilu glebowego, określić podstawowe właściwości gleby oraz pobrać próbki do dalszych szczegółowych analiz laboratoryjnych. Odkrywkę glebową lokalizuje się w miejscu reprezentatywnym dla większego obszaru, możliwie jednorodnego pod względem litologii, rzeźby, stosunków wodnych i sposobu użytkowania. Nie powinno się jej wykonywać w pobliżu zabudowań, dróg, rowów itp. ponieważ w ich pobliżu układ poziomów genetycznych gleby jest zwykle zaburzony.
Głębokość odkrywki glebowej powinna wynosić 200 cm w ekosystemach leśnych, 150 cm w agrocenozach i 130 cm w przypadku gleb organicznych. Optymalna długość odkrywki, w jej górnej części, to około 2 m, a szerokość powinna zmieniać się od 0,7 do 1 m. W dolnej części wymiary poziome powinny być mniejsze. Po węższej stronie odkrywki powinno znajdować się kilka schodków ułatwiających wchodzenie do niej, po szerszej powinna znajdować się pionowa ściana w oparciu o którą dokonuje się badań. Usytuowanie czołowej ściany odkrywki powinno być takie, aby w momencie wykonywania jej badań była ona dobrze oświetlona przez słońce.
Jeżeli odkrywka wykonywana jest na obszarach leśnych lub łąkowych jej kopanie powinno rozpocząć się od pocięcia szpadlem wierzchniej warstwy gleby na kostki (20 × 20 cm) i dość staranne przemieszczenie ich w inne miejsce. Wykopywany materiał wyrzuca się na boki, po jednej stronie stanowiący górną część pokrywy glebowej, po drugiej materiał z dolnej części.
Bezpośrednio przed przystąpieniem do pobierania próbek gleby można usunąć cienką wyschniętą warstwę gleby ze ściany czołowej. Jako pierwsze pobierane powinny być próbki z dna odkrywki, następnie kolejno z warstw znajdujących się wyżej.
W celu uniknięcia obsunięcia się ścian odkrywki, należy rygorystycznie powstrzymywać się przed wyrzucaniem materiału w pobliżu jej czołowej ściany, jak również stawania w pobliżu górnych krawędzi jej ścian.